# Parkano

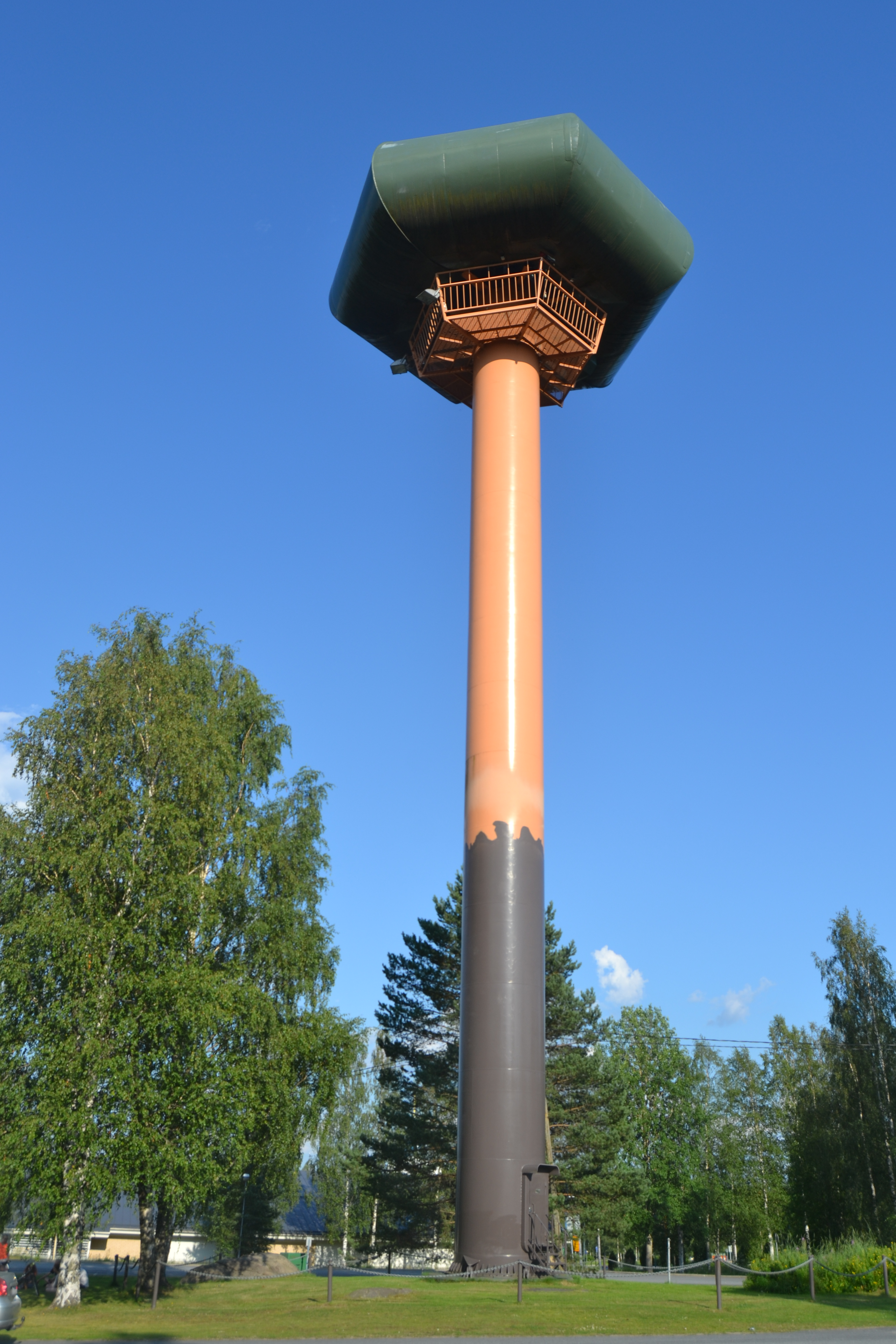
Château d'eau de Parkano.

Parkano est une ville de l'Ouest de la Finlande. Elle se situe en bordure nord-ouest de la région du Pirkanmaa.

## Histoire
Si la première mention du lieu date des années 1540, ce n'est qu'en 1865 qu'elle est séparée d'Ikaalinen pour former sa propre commune. La fin du XIXe siècle voit un développement limité de l'industrie, principalement autour du travail des métaux. En 1971, l'ouverture de la nouvelle voie ferrée Tampere-Seinäjoki passant par Parkano accélère pour une courte période le développement de la cité, qui devient une ville en 1977.

## Géographie
La ville est peu peuplée, et hors du centre proprement dit la population est répartie entre 10 autres villages dispersés dans la forêt. Le nord de la commune est accidenté, strié d'eskers et de moraines appartenant au système du Suomenselkä. La population, bien qu'en légère décroissance actuellement, n'a pas connu d'amples variations au cours du XIXe siècle (7 700 habitants en 1930, 8 801 en 1984).
Les municipalités voisines sont Ikaalinen au sud, Kuru à l'est, Kihniö au nord-est, Jalasjärvi au nord (Ostrobotnie du Sud), Karvia au nord-ouest, Kankaanpää à l'ouest et Jämijärvi au sud-ouest (les trois dernières dans le Satakunta.

## Transports

### Transport ferroviaire
La ligne Haapamäki–Pori est inaugurée en 1934.
La ligne Tampere–Seinäjoki qui est la section de la ligne principale de Tampere via Parkano à Seinäjoki a été achevée en 1971. Elle fait partie de la ligne principale de Finlande d'Helsinki via Tampere et Seinäjoki à Oulu.
La gare de Parkano est à environ 7 km du centre de Parkano.

### Transport routier
Le centre-ville marque la jonction entre la nationale 3 (E12) Helsinki-Vaasa et la nationale 23 qui rejoint Pori depuis Parkano.
Parkano est aussi traversé par la seututie 274 (Parkano-Karvia) et par la seututie 332 (Parkano-Kuru).

### Distances
- Helsinki 260 km
- Hämeenlinna 160 km
- Jyväskylä 175 km
- Kankaanpää 45 km
- Pori 90 km
- Seinäjoki 95 km
- Tampere 85 km
- Turku 200 km
- Vaasa 160 km
- Virrat 60 km

## Démographie
Depuis 1980, l'évolution démographique de Parkano est la suivante :
| Année      | 1980  | 1985  | 1990  | 1995  | 2000  | 2005  |
| ---------- | ----- | ----- | ----- | ----- | ----- | ----- |
| population | 8 779 | 8 692 | 8 446 | 8 226 | 7 807 | 7 340 |

| Année      | 2010  | 2015  | 2020  |
| ---------- | ----- | ----- | ----- |
| population | 6 978 | 6 766 | 6 400 |

## Lieux et monuments
- Église de Parkano
- Musée de Parkano
- Château d'eau de Parkano
- Parc national de Seitseminen

## Personnalités
- Signe Brander (1869–1942), photographe
- Tero Järvenpää (1984-), lanceur de javelot
- Martti Katajisto (1926-2000), acteur, y est né.
- Toni Rajala (1991-), joueur de hockey
- Kai Suikkanen (1959-), entraîneur de hockey
- Annmari Viljanmaa (1973-), skieuse de fond

## Galerie

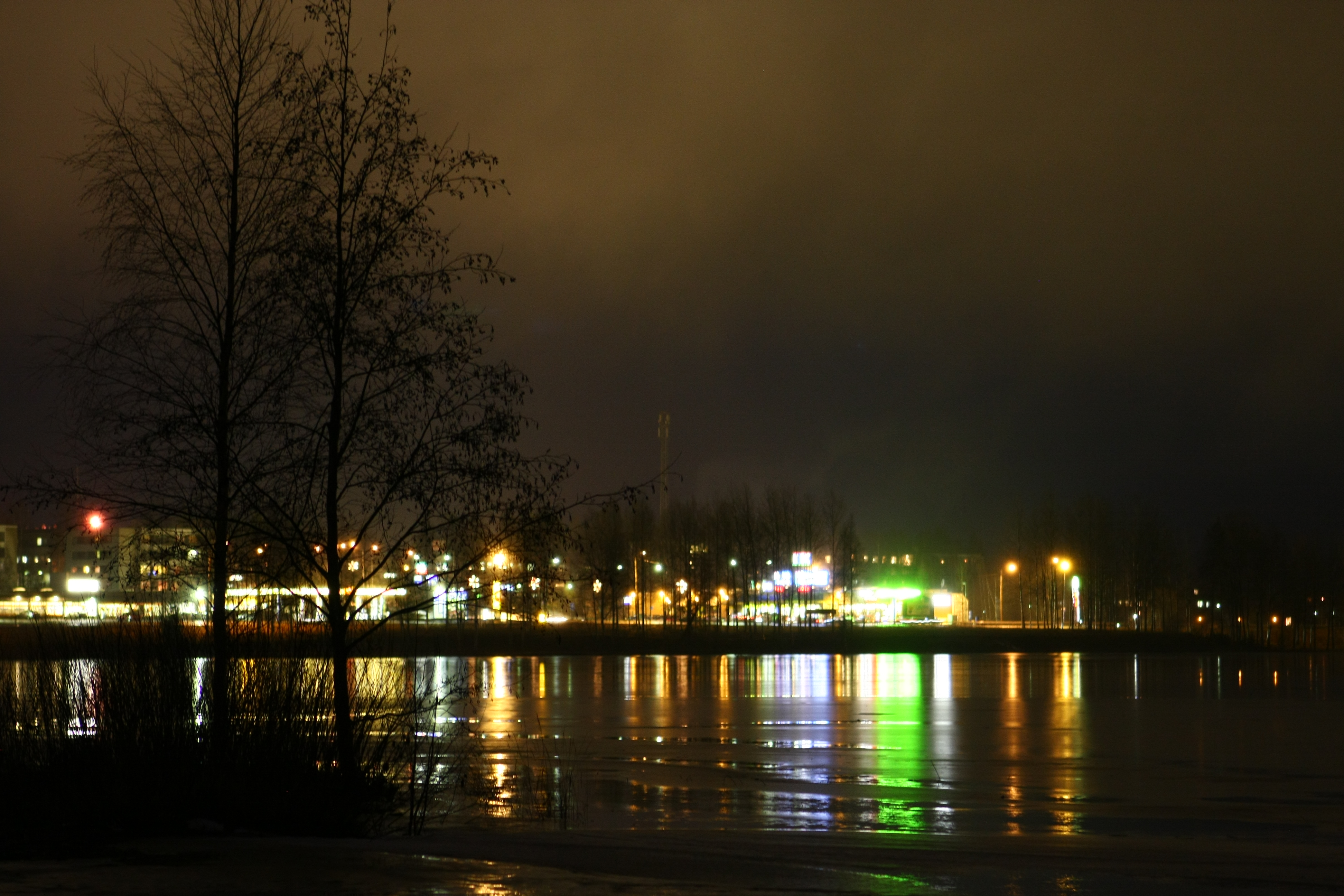
Parkano vue de la mer.
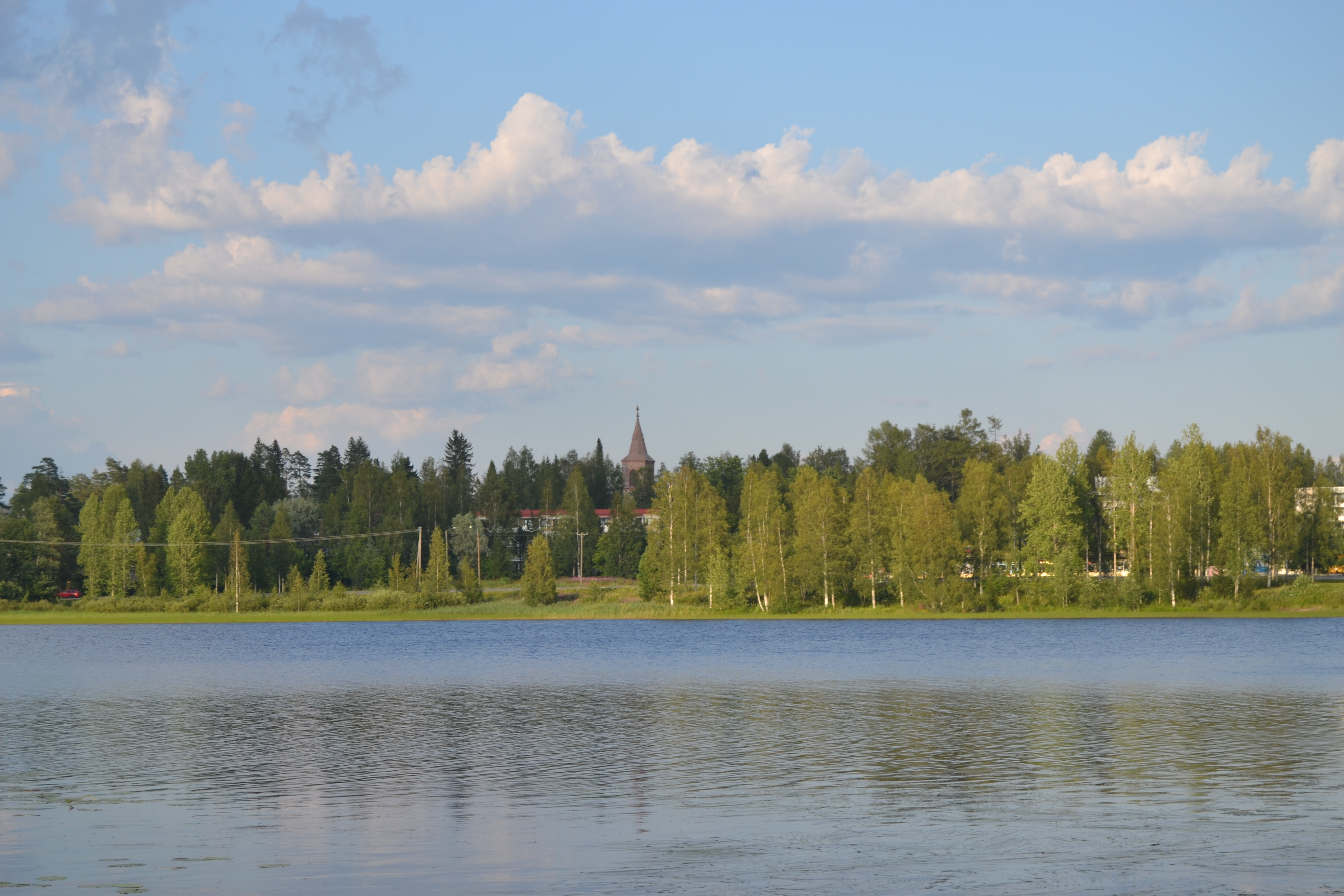
Lac Kirkkojärvi.
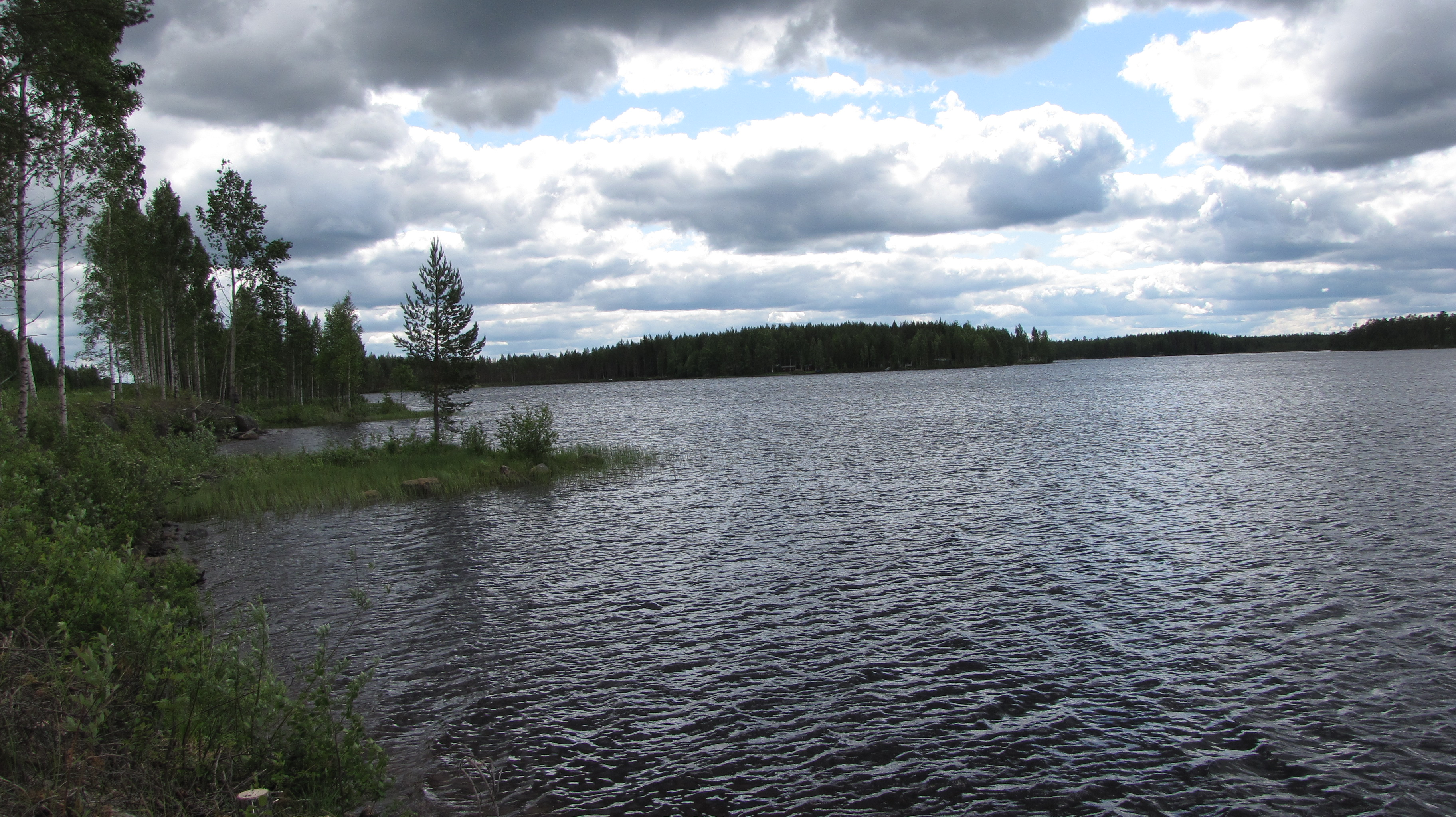
Lac Iso Madesjärvi.